# 切氏炬燈魚
切氏炬灯鱼（学名：Lampadena chavesi）为輻鰭魚綱燈籠魚目灯笼鱼科的其中一種。分布于全球熱帶及亞熱帶海域，為深海魚類，棲息深度可達40-800公尺，體長可達8公分。

## 扩展阅读
維基物種上的相關：切氏炬灯鱼